# Ilha da Armona
Die Ilha da Armona ist eine bewohnte portugiesische Atlantikinsel.

## Lage
Sie befindet sich an der Südküste des Landes im Naturpark Parque Natural da Ria Formosa. Die Insel liegt östlich der Städte Faro und Olhão am Golf von Cádiz und gehört zum Kreis (Concelho) Olhão in der Region Algarve.
Armona bildet zusammen mit den benachbarten Inseln (u. a. der Ilha da Culatra im Westen und der Ilha da Tavira im Osten) eine lediglich durch wenige Kanäle oder Priele unterbrochene Inselkette, die der Festlandsküste vorgelagert ist und als natürliche Barriere einen Schutz der zwischen den Inseln und dem Festland gelegenen Lagune bildet. Inselkette und Lagune sind heute Hauptbestandteil des Naturparks.

## Beschreibung

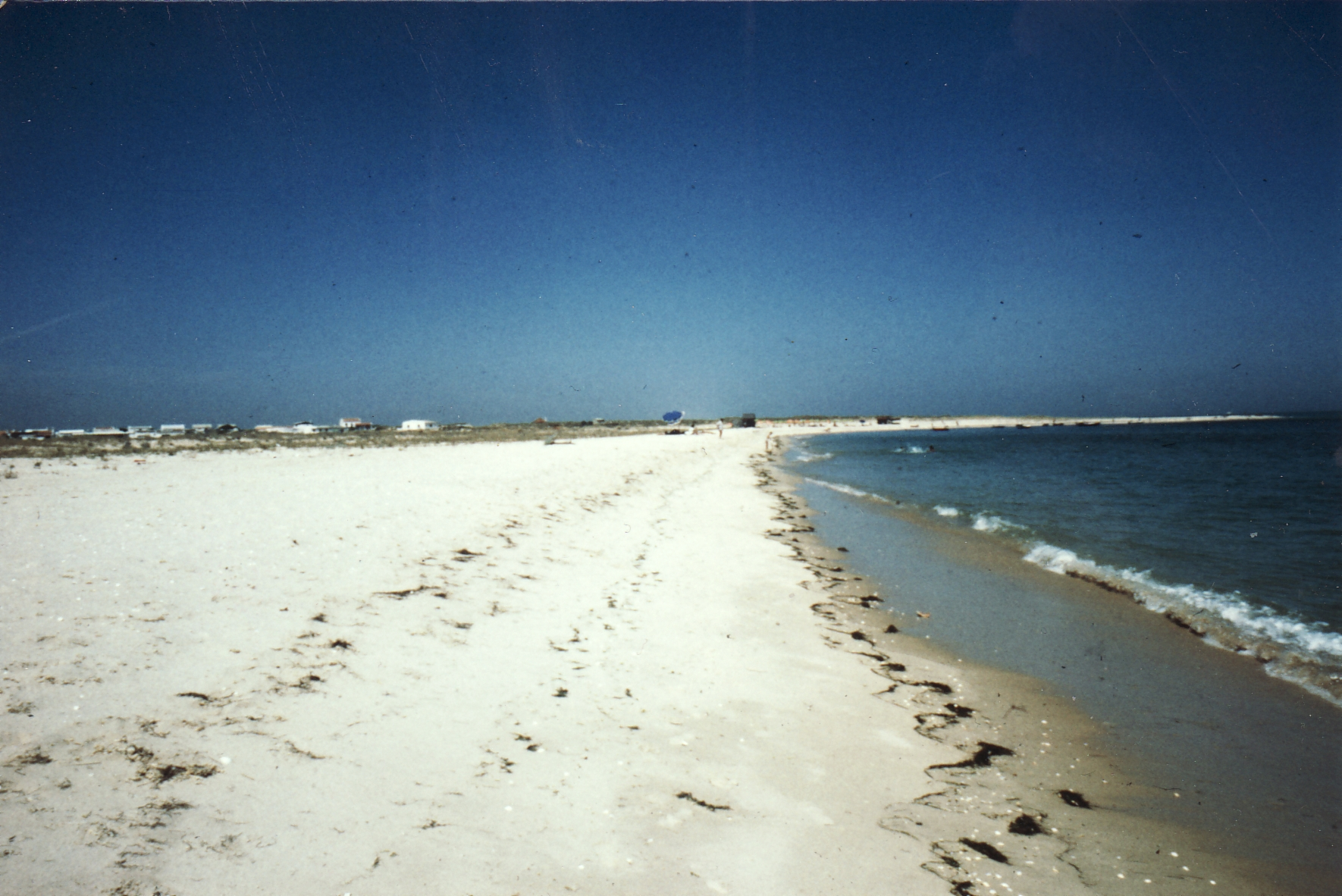
Strand von Armona

Die flache Sand- und Düneninsel ist etwa 9 Kilometer lang, zwischen 0,1 und 1,5 km breit und besitzt eine Fläche von mehreren Quadratkilometern. Sie ist ebenso wie die benachbarten Strandinseln durch Sedimente entstanden, die an den Steilküsten der Westalgarve durch Erosion abgetragen und aufgrund der vorherrschenden Strömungsverhältnisse weiter östlich im Laufe der Zeit hier abgelagert wurden. Die Insel besitzt im Süden an der Atlantikküste einen sich durchgehend über die gesamte Länge erstreckenden breiten Sandstrand mit einem landeinwärts liegenden Dünengürtel, der nur die geringe Höhe von wenigen Metern und kaum Vegetation aufweist. An der nördlichen, dem Festland zugewandten Seite befinden sich überwiegend wirtschaftlich nicht genutzte Sumpf- und Marschflächen.
Der östliche Teil der Insel wird auch als Ilha da Fuseta oder auch Ilha da Fuzeta bezeichnet. Da beide Inselteile nur durch eine etwa 100 Meter breite Landenge verbunden sind, liegt die Vermutung nahe, dass es sich ursprünglich um zwei eigenständige Inseln handelte, die durch Landzuwachs im Laufe der Jahre miteinander verbunden wurden.
Hauptort ist die gleichnamige Siedlung Armona ganz im Westen der Insel. Hier lebt auch der weitaus größte Teil der geschätzt mehr als 1000 ständigen Bewohner (genaue Daten liegen nicht vor). Der Ort besitzt einen Fähranleger und kleinere Sandstrände, an denen auch die Fischerboote der Inselbewohner ankern. Von hier aus führt ein Bohlenweg für Fußgänger zum Südstrand. Richtung Osten gibt es keine befestigten Straßen oder Wege auf der Insel. Etwa 6 km östlich von Armona befindet sich an der schmalsten Stelle der Insel eine weitere, nicht näher benannte Siedlung. Etliche ihrer Gebäude, überwiegend Ferienhäuser, wurden in unmittelbarer Strandnähe ohne Genehmigung errichtet. Während einige bei einer Überschwemmung zerstört wurden, sind weitere illegal errichtete Bauten im Auftrag der Verwaltung entfernt worden.

## Wirtschaft und Tourismus
Haupterwerbszweig war noch bis vor wenigen Jahren fast ausschließlich die Fischerei. Erst in jüngster Zeit spielt auch der Tourismus wirtschaftlich eine Rolle. Es gibt (bisher) auf der Insel weder Pauschal- noch Massentourismus, was nicht zuletzt auf die etwas abgelegene Lage zurückzuführen ist. Vom Flughafen Faro beträgt die Entfernung in Luftlinie zwar nur 16 km, es gibt aber weder eine Shuttlebus-Verbindung noch umsteigefreie ÖPNV-Linien. Für die bisher noch recht begrenzte Zahl der Indidividualtouristen stehen Unterkünfte in Privatquartieren, Pensionen oder Ferienhäusern zur Verfügung. In Ortsnähe befindet sich ein Campingplatz mit angeschlossener Bungalowsiedlung. Des Weiteren gibt es einige gastronomische Betriebe wie Restaurants, Bars und Cafés sowie in kleinerem Umfang Möglichkeiten für sportliche Aktivitäten.
Die Insel besitzt keine nennenswerten Sehenswürdigkeiten. Ihre wichtigste Attraktion ist der kilometerlange und feinsandige Strand, der auch in der Hauptsaison, wenn neben den stationären Gästen auch Tagestouristen Armona besuchen, nicht überlaufen ist und noch abgelegene und einsame Abschnitte besitzt.

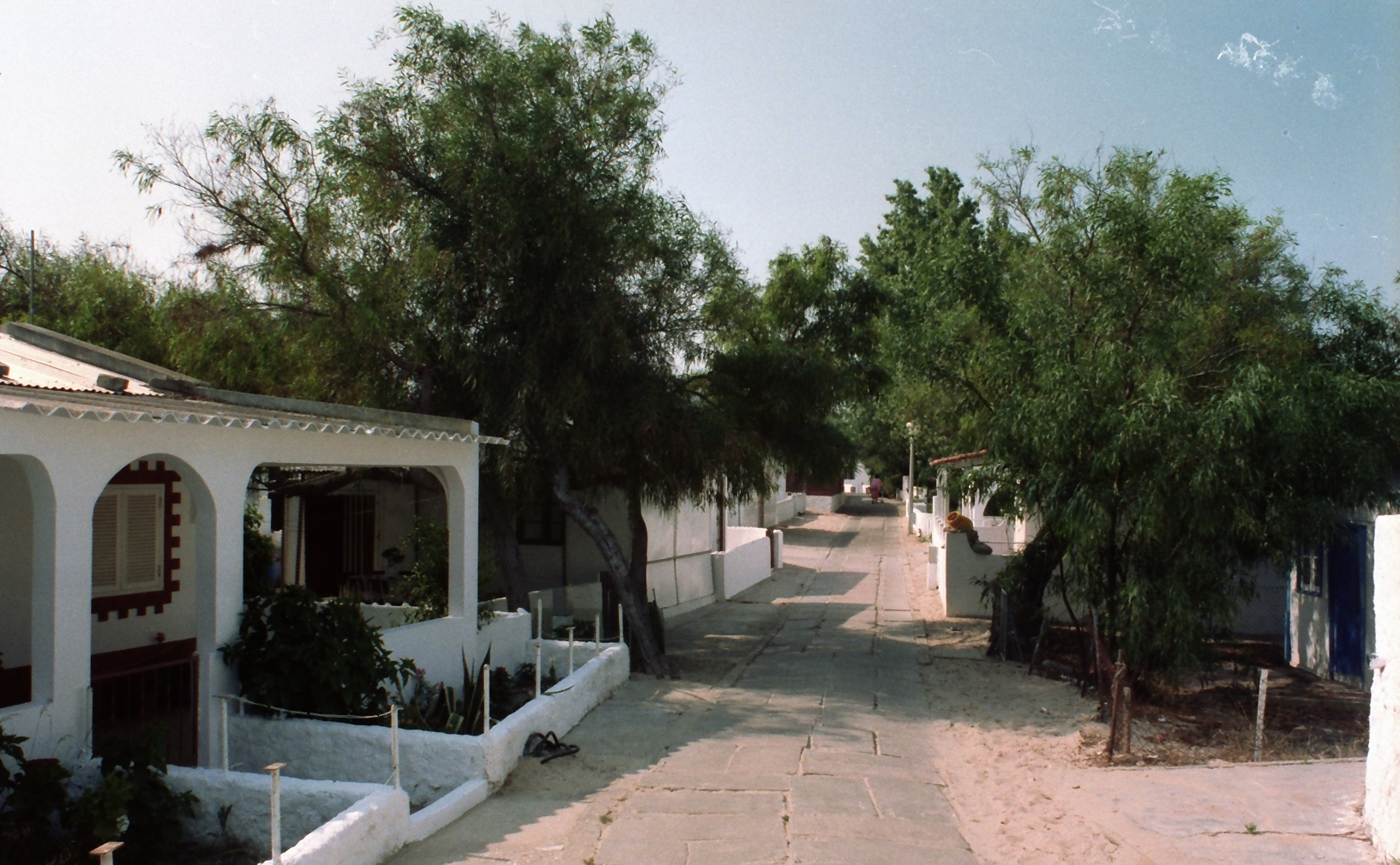
Armona Hauptweg

### Fährverbindung
In den Sommermonaten besteht praktisch stündlich eine Fährverbindung von und nach Olhão, deren Takt im Winterhalbjahr etwas ausgedünnt ist. Darüber hinaus gibt es insbesondere im Sommer auch Überfahrten von Fuseta aus zum östlichen Teil der Insel.